# Alfred Leber
Alfred Leber (* 7. März 1881 in Antwerpen; † 1954 in Delhi, Indien) war ein deutscher Augen- und Tropenmediziner. Der Göttinger Hochschullehrer gilt als Begründer der deutschen Tropenophthalmologie.

## Leben
Alfred Leber war der Neffe des Ophthalmologen Theodor Leber und von diesem beeinflusst. Nach dem Abitur 1899 in Viersen studierte er Medizin in Universität Heidelberg, München und Berlin. Er wurde 1905 in Heidelberg promoviert.
Er arbeitete zunächst in der Berliner Universitätsaugenklinik unter deren Direktor Julius von Michel. Ausschlaggebend für diese Fachkarriere war nicht zuletzt die Teilnahme an seiner ersten Südsee-Expedition 1910/11 gemeinsam mit dem Tropenmediziner Stanislaus von Prowazek am Hamburger Tropeninstitut nach Samoa, Saipan und Sumatra.
An der Georg-August-Universität Göttingen wurde Leber bereits 1912 unter dem Direktor der dortigen Augenklinik Artur von Hippel zum ordentlichen Professor berufen.

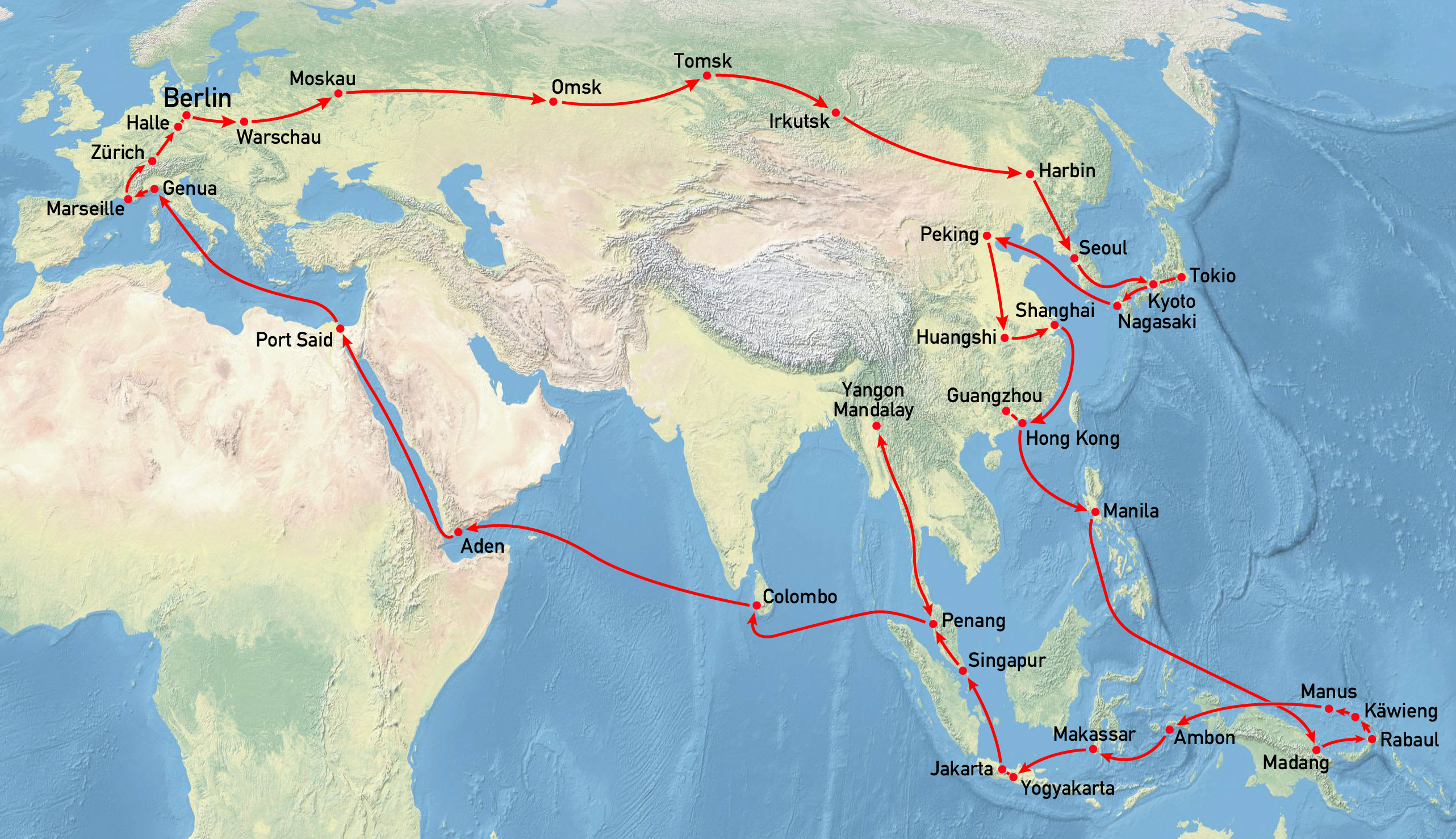
Exkursionsroute

Seine zweite Forschungsreise war die Medizinisch-demographische Deutsch-Neuguinea-Expedition 1913/14 des Reichskolonialamtes, an der auch der Tropenmediziner Professor Ludwig Külz als sein stellvertretender Expeditionsleiter sowie auch der Maler Emil Nolde und seine Frau Ada teilnahmen. Diese Expedition endete unmittelbar vor dem beginnenden Ersten Weltkrieg. Während Nolde und seine Frau, wenn auch unter abenteuerlichsten Umständen und unter Verlust größerer Teile des Reisegepäcks den Weg noch nach Deutschland zurückfanden, wurde Leber der Weg nach Deutschland abgeschnitten. Er hatte am 27. Juli Rabaul an Bord der „Manila“ verlassen, die in Ambonia von den Holländern beschlagnahmt wurde.
Im Central Hospital von Deli auf Sumatra fand er zunächst eine Anstellung. In Malang auf Java wurde er 1916 Leiter eines Krankenhauses für Augen- und Tropenkrankheiten. Sein Reisegenosse, der Dichter Max Dauthendey starb 1918 in diesem Krankenhaus.
Ende Juli 1922 kehrte er nach Deutschland zurück. Die Hoffnung, dort als beurlaubter Professor der Göttinger Universität eine Anstellung als Hochschullehrer zu erlangen, trog. So kehrte er nach Java zurück, wo er in den 1930er Jahren wieder eine Klinik in Malang leitete.
Am 10. oder 11. Mai 1940 wurden er und seine Frau in getrennten Gefängnissen interniert, ihr Besitz versteigert. Wie andere deutsche Staatsangehörige in Niederländisch-Indien wurde er 1942 aus Furcht vor einer japanischen Invasion nach Indien in das Lager für deutsche Asienhäftlinge in Dehradun verlegt, wo sich auch u. a. Heinrich Harrer (in der nationalsozialistischen Abteilung) und Anagarika Govinda, der Gründer des Arya Maitreya Mandala, sowie Nyanaponika befanden. Nach seiner Freilassung am 5. November 1946 konnte er nicht ins kriegszerstörte Deutschland zurückkehren. Er fand bald darauf Anstellung als Leiter der Augenklinik am Prince-of-Wales-Hospital im indischen Bhopal. 1952 wurde er ordentlicher Professor an der muslimischen Universität Aligarh, Direktor des dortigen Instituts für Augenheilkunde und dann Dekan der Fakultät.

### Familie
Seine erste Frau Dorothee, geb. v. Fritsch lernte er in Sumatra kennen. Sie heirateten am 8. Dezember 1919 in Malang. Die Scheidung erfolgte 1933, Dorothee kehrte nach Deutschland zurück.
Im folgenden Jahr heiratete Leber die Krankenschwester Lotte, geb. Junius, in Surabaya. Nach ihrer Verhaftung wurde ihr, wie vielen Ehefrauen, die Ausreise in japanisches Gebiet gestattet. Am 7. März 1943 starb sie im japanisch besetzten Shanghai, vermutlich durch eigene Hand.